# جوليا لينش أولين
جوليا لينش أولين (21 تشرين الأول 1882 – 11 آذار 1961) كانت مؤلفة أمريكية وبهائية شاركت في تأسيس جمعية التاريخ الجديد في مدينة نيويورك. طُردت لاحقًا من الدين على يد شوقي أفندي حوالي عام 1939. ومن خلال الزواج، كانت عضوًا في عائلتي أستور ودادلي وينثروب.

## حياتها المبكرة
وُلِدت أولين في 21 تشرين الأول 1882، في جلين كوف، نيويورك. كانت ابنة ستيفن هنري أولين (1847-1925)، القائم بأعمال رئيس جامعة ويسليان من عام 1922 إلى عام 923 ، وأليس وادزورث بارلو (1853-1882). كانت أختها أليس تاونسند أولين (1881-1963)، التي تزوجت تريسي داوز (1871-1937) في عام 1903. بعد وفاة والدتها في عام 1882 عن عمر يناهز 29 عامًا، تزوج والدها مرة أخرى من إيميلين هاريمين (1860-1938)، الزوجة السابقة لويليام إيرل دودج الثالث، في عام 1903. كانت إيميلين ابنة أوليفر هاريمين وشقيقة آن هاريمين فاندربيلت، وأوليفر هاريمين الابن، وجيه بوردن هاريمين، وهربرت إم هاريمين.
كان أجدادها من جهة الأم هما صموئيل لاثام ميتشل بارلو (1826-1889) وأليس كورنيل تاونسند (1833-1889). كان أجدادها من جهة الأب جوليا ماتيلدا لينش أولين (1814-1879) والقس الدكتور ستيفن أولين (1797-1851)، الرئيس الثاني لجامعة ويسليان وابن هنري أولين (1768-1837)، عضو مجلس النواب الأمريكي من فيرمونت.

## الديانة البهائية
تعرفت أولين على تعاليم الدين البهائي لأول مرة حوالي عام 1925، كما ذكرت في سيرتها الذاتية. بعد أن أصبحوا على علاقة وثيقة بميرزا أحمد سهراب، بدأوا مع زوجها الثاني، لويس ستويفسانت تشانلر، جمعية التاريخ الجديد. نشرت هذه الجمعية، التي كان مقرها في المنزل الذي امتلكه أولين ولويس في نيويورك (الذي سُمي لاحقًا باسم كارافان هاوس)، العديد من الكتب حتى أواخر الخمسينيات من القرن العشرين. ويبدو أنه أصبح معطلاً بعد وفاة سهراب و/أو أولين.
في عام 1929، أسس هو وأولين منظمة تعليمية تسمى "قافلة الشرق والغرب"، وأصدرا مجلة ربع سنوية تحمل اسم "القافلة". في هذه المجلة ظهرت السيرة الذاتية الجزئية لسهراب لأول مرة في نفس العام.
في نفس العام، تم الإعلان عن خطوبة ابنة جوليا لينش أولين، إلسي بنكارد، من تشارلز إتش كلارك. وفي 27 شباط 1930، نُشر إعلان زواجهما، حيث ذُكر أنه تم الزواج وفقًا للطقوس البهائية، وكانت هذه أول مرة يُقام فيها حفل زفاف بهائي في نيويورك. وقد أُقيمت مراسم الزواج على يد ميرزا أحمد سهراب.
تحدث عدد من المثقفين البارزين إلى جمعية التاريخ الجديد، بما في ذلك ألبرت أينشتاين في عام 1930، ومارغريت سانجر في يناير 1932. وفي عام 1934، قدمت جوليا لينش أولين تعريفًا للعضوية البهائية، حيث قالت: "أن تكون بهائيًا يعني ببساطة أن تحب العالم أجمع؛ أن تحب الإنسانية وتحاول خدمتها؛ أن تعمل من أجل السلام العالمي والأخوة العالمية". وفي عام 1936، قامت جوليا بترجمة النسخة الفرنسية من كتاب "الوديان السبعة" إلى اللغة الإنجليزية.

### الطرد
في عام 1939، تم طرد جوليا لينش أولين مع لويس وسهراب من المجتمع البهائي بعد أن رفضوا السماح للجمعية الروحية المحلية في نيويورك بالإشراف على عمليات جمعية التاريخ الجديد. وعلى الرغم من هذا الطرد، استمروا في دعم جهود ميرزا محمد علي. وفي إحدى المرات، تقدموا بالتماس إلى رئيس إسرائيل للمطالبة بحقوق محمد علي في الملكية، حين حاول محمد علي تأكيد سيطرته على مرقد بهاء الله.
كجزء من مهمتها، قامت جمعية التاريخ الجديد، لسنوات عديدة، برعاية مسابقة المقال. ومن بين الفائزين بهذه الجائزة، أصبح جاجا واتشوكو مشهورًا بفضل مقالته "كيف يمكن لشعوب العالم تحقيق نزع السلاح العالمي؟" التي كتبها أثناء دراسته في كلية جامعة أفريقيا الجديدة.

## الحياة الشخصية
في 11 ديسمبر 1902، تزوجت جوليا لينش أولين من جون فيليب بنكارد (1872-1929) من مدينة نيويورك، وهو رجل أعمال وابن جيمس بنكارد. قبل طلاقهما في ديسمبر 1920، كان لديهما ابنتان.
- فيليس بنكارد توفيت بسبب التهاب السحايا عن عمر يناهز 24 عامًا في باريس عام 1928.[25]
- أما إلسي بنكارد فقد تزوجت من تشارلز هارولد كلارك وعاشت في أويستر باي، نيويورك، في عام 1930.[26][27][28][29]

في 23 آيار 1921، تزوجت جوليا لينش أولين من لويس ستويفسانت تشانلر (1869-1942) في باريس. كان لويس نائب حاكم نيويورك السابق والمرشح الديمقراطي السابق لمنصب الحاكم. وهو الابن الخامس لجون وينثروب تشانلر ومارجريت أستور وارد، وحفيد جون جاكوب أستور الأول.
توفيت جوليا لينش أولين في 11 من شهر آذار 1961 عن عمر يناهز 78 عامًا. وُصفت في نعيها بأنها "الزعيمة الروحية لحركة الإصلاح البهائية...".

## الأعمال
- صور حية في الدراما الكبرى في القرن التاسع عشر (مع أحمد سهراب)، نيويورك: جمعية التاريخ الجديد، 1933. تم إعادة طبعها في ح-باهاي، لانسينغ، ميشيغان، 2004.
- الوديان السبعة، تأليف بهاء الله، ترجمة جولي شانلر، 936.[32]
- براند، وسهراب [نص أوبرا ماكس براند، وجولي تشاندلر؛ موسيقى ماكس براند]. البوابة: أوراتوريو مشهدي للفرد والجوقة والأوركسترا في جزأين (19 مشهدًا). نيويورك: دار نشر الموسيقى المرتبطة، 1944.
- رسله خرجوا، تأليف جولي شانلر، رسوم أولين داوز. نُشرت بواسطة Coward-McCann, Inc. نيويورك. حقوق الطبع والنشر 1948.[33]
- أيواس، شانلر، وسهراب. ثلاث رسائل، 11 ورقة. نيويورك: قافلة الشرق والغرب، 1954.
- من ضوء الغاز إلى الفجر، مؤسسة التاريخ الجديد، نيويورك،1956.[34]

## قراءة إضافية
- فهرس السيرة الذاتية. فهرس تراكمي للمواد السيرة الذاتية في الكتب والمجلات. المجلد الرابع: سبتمبر 1955-أغسطس 1958. نيويورك: شركة HW Wilson، 1960. (بيو إن 4)
- فهرس السيرة الذاتية. فهرس تراكمي للمواد السيرة الذاتية في الكتب والمجلات. المجلد الخامس: سبتمبر 1958-أغسطس 1961. نيويورك: شركة HW Wilson، 1962. (بيو إن 5)

## الروابط الخارجية
- جوليا لينش أولين على موقع فايند أغريف